# Tiro com arco nos Jogos Olímpicos de Verão de 1992
As competições de tiro com arco nos Jogos Olímpicos de Verão de 1992 foram disputadas entre 31 de julho e 4 de agosto no Camp Olímpic de Tir amb Arc, em Barcelona, na Espanha.

## Eventos
Quatro conjuntos de medalhas foram concedidos:
- Individual masculino
- Individual feminino
- Equipe masculino
- Equipe feminino

## Formato da competição
Pela primeira vez, todo o tiro com arco foi realizado a uma única distância, 70 metros. Todos os arqueiros disputaram a rodada de classificação, na qual dispararam 144 flechas. Essas pontuações foram usadas para determinar as classificações individuais e de equipe. Os 32 melhores arqueiros individuais em cada divisão (masculinos e femininos) foram classificados em um torneio de eliminação única denominado "Rodada Olímpica". As nações que enviaram o número máximo de três arqueiros em uma ou ambas as divisões também tiveram a chance de esses três arqueiros competirem em equipe; as 16 melhores equipes de cada divisão também foram distribuídas em torneios de eliminação única.
Os vencedores da semifinal em cada uma das quatro competições se enfrentaram pelas medalhas de ouro e prata, enquanto os perdedores da semifinal se enfrentaram pela medalha de bronze e pelo quarto lugar. Todas as outras classificações foram determinadas pela pontuação do arqueiro ou da equipe na rodada em que foram derrotados. Ou seja, do quinto ao oitavo lugar foram determinados pelas pontuações das quartas de final dos quatro arqueiros derrotados nas quartas de final.

## Medalhistas
Masculino
Em individuais, Sébastien Flute, da França foi campeão olímpico. Ele ficou a frente de Chung Jae-hun (Coreia do Sul), que foi prata, enquanto o britânico Simon Terry conquistou o bronze. Por equipes, os espanhóis conseguiram o ouro, enquanto o trio finlandês e britânico ficaram com a prata e o bronze respectivamente.
| Evento              | Ouro                                                      | Prata                                                   | Bronze                                                        |
| ------------------- | --------------------------------------------------------- | ------------------------------------------------------- | ------------------------------------------------------------- |
| Individual detalhes | Sébastien Flute FRA França                                | Chung Jae-hun KOR Coreia do Sul                         | Simon Terry GBR Grã-Bretanha                                  |
| Equipes detalhes    | Juan Holgado Alfonso Menéndez Antonio Vázquez ESP Espanha | Ismo Falck Jari Lipponen Tomi Poikolainen FIN Finlândia | Steven Hallard Richard Priestman Simon Terry GBR Grã-Bretanha |

Feminino
O título olímpico da competição individual feminina foi conquistado por Cho Youn-jeong, da Coreia do Sul, ao ficar na frente da compatriota Kim Soo-nyung e da moldava Natalia Valeeva, que ficou com o bronze. Na competição de equipes, o trio sul-coreano consagrou-se campeão olímpico, ao passo que o grupo da China e da Equipe Unificada completaram o pódio.
| Evento              | Ouro                                                         | Prata                                        | Bronze                                                                           |
| ------------------- | ------------------------------------------------------------ | -------------------------------------------- | -------------------------------------------------------------------------------- |
| Individual detalhes | Cho Youn-jeong KOR Coreia do Sul                             | Kim Soo-nyung KOR Coreia do Sul              | Natalia Valeeva EUN Equipa Unificada                                             |
| Equipes detalhes    | Cho Youn-jeong Kim Soo-nyung Lee Eun-kyung KOR Coreia do Sul | Ma Xiangjun Wang Hong Wang Xiaozhu CHN China | Lyudmila Arzhannikova Khatouna Kvrivichvili Natalia Valeeva EUN Equipa Unificada |

## Quadro de medalhas
| Ordem | País                 | Medalha de ouro | Medalha de prata | Medalha de bronze |    | Ordem por total |
| ----- | -------------------- | --------------- | ---------------- | ----------------- | -- | --------------- |
| 1     | KOR Coreia do Sul    | 2               | 2                |                   | 4  | 1               |
| 2     | ESP Espanha          | 1               |                  |                   | 1  | 4               |
|       | FRA França           | 1               |                  |                   | 1  | 4               |
| 4     | CHN China            |                 | 1                |                   | 1  | 4               |
|       | FIN Finlândia        |                 | 1                |                   | 1  | 4               |
| 6     | EUN Equipa Unificada |                 |                  | 2                 | 2  | 2               |
|       | GBR Grã-Bretanha     |                 |                  | 2                 | 2  | 2               |
| TOTAL | TOTAL                | 4               | 4                | 4                 | 12 | —               |